# Kalumum
Kalumum de Kish fue el octavo rey sumerio de la primera dinastía de Kish (después de ca. 2900 BC), según la Lista Real Sumeria. Como los otros miembros de la Primera Dinastía antes de Etana, fue nombrado por un animal; su nombre "Kalumun" es "cordero" en acadio.

| Predecesor: Kalibum | Rey de Kish I siglo XXIX a. C. | Sucesor: Zuqaqip |